# Tarczonogie
Tarczonogie, tarczkonogi, ogonoskrzelce (Caudofoveata) – drobne, robakowate mięczaki morskie, pierwotnie pozbawione muszli. Mają wapienne łuski na powierzchni ciała, tarkę, rurkowate serce z przedsionkiem i komorą. Są rozdzielnopłciowe. Długość ciała od 2 do 140 mm. Występują w mule morskim, pospolicie, czasami licznie.
Wraz z bruzdobrzuchami tworzą klad bezpłytkowców (Aplacophora).

## Systematyka
Grupa ta obejmuje około 120 znanych nauce gatunków zgrupowanych w trzech rodzinach – zaliczanych do rzędu Chaetodermatida Simroth, 1893 – wyróżnionych na podstawie budowy tarki (raduli) i tarczy nożnej:
- Chaetodermatidae
- Limifossoridae
- Prochaetodermatidae

Prawdopodobnie rzeczywista liczba gatunków jest znacznie większa.